# Pobarvanka (album)
Pobarvanka je drugi studijski album slovenske alternativne rock skupine Le Serpentine, ki je izšel 10. oktobra 2019. Z albuma je izšlo 7 singlov, od tega so bile štiri pesmi ("Črnobel", "Le naprej", "Zadeta od interneta" in "Vrtiljak") izbrane za popevko tedna na Valu 202.

## Promocija
12. aprila 2019 je skupina pri založbi Spinnup izdala promocijski EP z naslovom Le singli. Vseboval je pesmi "Skalca", "JRM", "Črnobel", "Le naprej", "Friends" (edina sicer neizdana pesem) in "Zadeta od interneta".

## Zasedba
Le Serpentine
- Tjaša Teropšič — vokal
- Žiga Jokić — kitara, spremljevalni vokali, oblikovanje ovitka
- Grga Jokić — bas kitara
- Anže Kern — bobni
- Matej Naglič — klaviature